# Італія Річчі
Стефанія Італія Річчі (англ. Stephanie Italia Ricci; нар. 29 жовтня 1986) — канадська актриса, стала відомою завдяки ролі голови адміністрації президента США у серіалі компанії American Broadcasting Company «Останній кандидат».

## Біографія
Народилась Італія Річчі 29 жовтня 1986 року в Ричмонд-Гілл, Йорк, Онтаріо, Канада. Має італійське коріння. Закінчила Університет Квінз.
Річчі дебютувала у 2007 році в епізодичній ролі у фільмі Американський пиріг 6:Переполох у гуртожитку. Потім вона знялась у стрічці Аарон Стоун каналу Disney XD. Річчі також з'явилась у музичному відеокліпі «Hate» гурту Plain White T's у ролі колишньої дівчини.
У 2009 році Річчі почала зніматись у другорядних ролях в американських серіалах «Як я зустрів вашу маму», Доктор Хаус та серіалі Грек. У тому ж році вона знову отримала роль у серіалі «Секретна подруга» каналу Cartoon Network. У 2010 році вона взяла участь у серіалі Unnatural History у ролі Меггі Віннок. Вона також з'явилася в рекламному ролику Clean & Clear. У 2011 році вона з'явилася у короткометражному фільмі «Valediction».
У 2013 році Річчі знялася у невеликій ролі у режисерському дебютному фільмі Джозефа Гордона-Левітта «Пристрасті Дон Джуана». З 2014 по 2015 рік вона грала у квітні Карвер у серіалі ABC Family Chasing Life.
Річчі знялась у телесеріалі Супердівчина  в грудні 2015 року у ролях Siobhan Smythe / Silver Banshee. Починаючи з вересня 2016 року, Річчі знялась в ролі Емілі Роудс у політичній драмі від American Broadcasting Company «Останній кандидат». Показ було поновлено Netflix на третій сезон, який вийшов 7 червня 2019 року.
Вона також знімалася у фільмах для каналу Hallmark, включаючи «Рим у коханні» та «Любов у Вінтерленді».

## Особисте життя
Вона почала зустрічатися з канадським актором Роббі Амеллом в липні 2008 року. Вони заручилися 19 серпня 2014 року, а одружилися 15 жовтня 2016 року. У квітні 2019 року вони виявили, що очікують свою першу дитину. 12 вересня 2019 року вона народила чоловікові сина Роберта Амелла V.

## Вибрана фільмографія
| Рік       |   | Українська назва                            | Оригінальна назва                | Роль                                             |
| --------- | - | ------------------------------------------- | -------------------------------- | ------------------------------------------------ |
| 2007      | ф | Американський пиріг: Переполох у гуртожитку | American Pie Presents Beta House | Лора Джонсон                                     |
| 2008      | ф | Смерть інді-року                            | The Death of Indie Rock          | Діана                                            |
| 2009      | с | Аарон Стоун                                 | Aaron Stone                      | Чейз Рейвенвуд                                   |
| 2009      | с | Як я зустрів вашу маму                      | How I Met Your Mother            | гаряча дівчина №1                                |
| 2009      | с | Доктор Хаус                                 | House, M.D.                      | імміграційний офіцер №2                          |
| 2009      | с | Грек                                        | Greek                            | Делія                                            |
| 2009      | с | Таємна подруга                              | Secret Girlfriend                | Саша                                             |
| 2010      | с | Неймовірна історія                          | Unnatural History                | Меггі Віннок                                     |
| 2010      | с | Тру Джексон                                 | True Jackson, VP                 | доктор Тріш Кавано                               |
| 2011      | ф | Прощання                                    | Valediction                      | Еріка                                            |
| 2012      | с | CSI: Місце злочину                          | CSI: Crime Scene Investigation   | Ванесса Дрейк                                    |
| 2013      | ф | Пристрасті Дон Жуана                        | Don Jon                          | Джина                                            |
| 2013      | ф | Дин Слейтер: Постійний радник               | Dean Slater: Resident Advisor    | Саманта Монтейн                                  |
| 2014      | ф | Залишені                                    | The Remaining                    | Еллісон                                          |
| 2014—2015 | с | Погоня за життям                            | Chasing Life                     | Ейпріл Карвер                                    |
| 2015      | ф | Рокові спогади                              | Fatal Memories                   | Саттон Робертс                                   |
| 2015      | ф | Потрібні їжа та вода                        | Must Feed and Water              | Хейзел                                           |
| 2016      | с | Супердівчина                                | Supergirl                        | Шивон Смайт/Срібна банши                         |
| 2016      | ф | Переросток                                  | Late Bloomer                     | Дженні                                           |
| 2016—2019 | с | Останній кандидат                           | Designated Survivor              | Емілі Роудс, голова адміністрації президента США |

## Нагороди та номінації
| Рік  | Нагорода            | Категорія                                                 | Робота           | Результат |
| ---- | ------------------- | --------------------------------------------------------- | ---------------- | --------- |
| 2014 | Teen Choice Awards  | Choice Summer TV Star: Female                             | Погоня за життям | Номінація |
| 2015 | Teen Choice Awards  | Choice Summer TV Star: Female                             | Погоня за життям | Номінація |
| 2015 | Golden Maple Awards | Newcomer of the Year in a TV Series Broadcasted in the US | Погоня за життям | Номінація |